# McKayla Maroney
McKayla Maroney (n. 9 decembrie 1995, Long Beach, California, SUA) este o gimnastă artistică ce a reprezentat Statele Unite ale Americii, medaliată olimpică. A participat la o ediție a Jocurilor Olimpice (2012) în care a câștigat o medalie de aur și o medalie de argint.

## Participări
Lista de mai jos prezintă principalele competiții la care a participat McKayla Maroney de-a lungul carierei.
- gymnastics at the 2012 Summer Olympics – women's vault[*]